# James Hogg

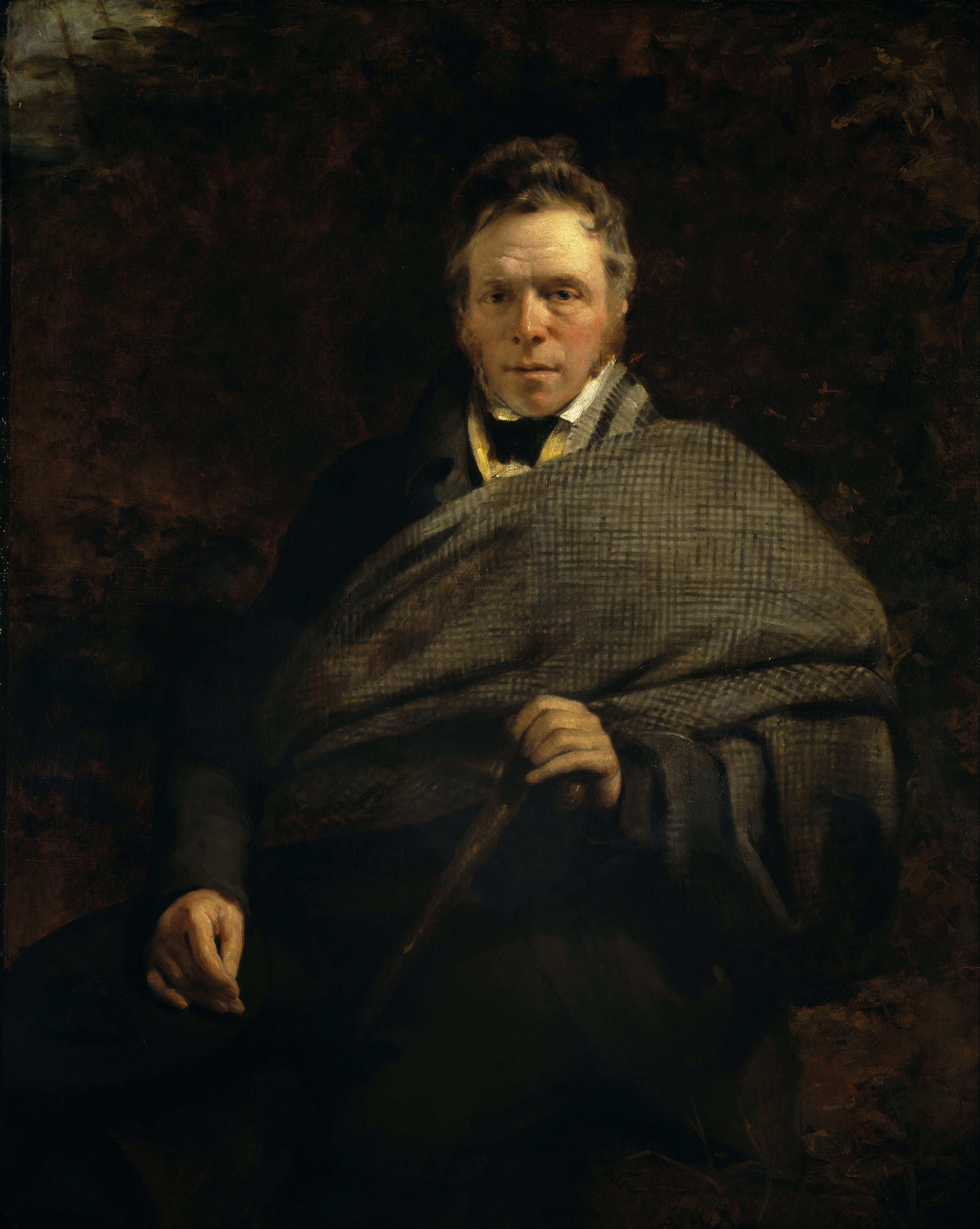
James Hogg

James Hogg (* Dezember 1770 auf einer Farm im Ettrick Forest, damals Grafschaft Selkirkshire, heute Distrikt Scottish Borders, getauft am 9. Dezember 1770; † 21. November 1835 auf seiner Farm Altrive Lake, Scottish Borders) war ein schottischer Dichter.

## Leben
James Hogg, genannt der Schäfer von Ettrick (The Ettrick Shepherd), war der Sohn eines verarmten Schafzüchters und hütete selbst von früher Jugend an die Schafe. Die von seiner religiösen Mutter gesammelten Sagen und Lieder seines Vaterlandes entzündeten seine Phantasie derart, dass er zu dichten begann, ohne schreiben und lesen zu können. Er lernte mühsam lesen, um seine Dichtungen aufzeichnen zu können. 1801 veröffentlichte er auf eigne Kosten – ohne sonderlichen Erfolg – ein Bändchen Gedichte. Er lernte Walter Scott kennen, der sein Talent entdeckte, und unterstützte ihn beim Sammeln von Balladen für The Minstrelsy of the Scottish Border. In seinen eigenen Gedichten ließ er sich von diesen alten Volksballaden inspirieren. Dabei schrieb er in Englisch und in Scots. Hogg behauptete immer, am selben Tag wie Robert Burns (25. Januar) geboren zu sein.
1807 veröffentlichte er eine Gedichtsammlung unter dem Titel: The mountain bard und einen Essay on sheep, die ihm 300 £ Gewinn brachten. Im Februar 1810 ging er nach Edinburgh. Dort gab er die Wochenschrift The Spy heraus, die bald ihr Erscheinen einstellen musste. 1813 veröffentlichte er The Queen’s Wake, eine Sammlung von Erzählungen und Balladen, die angeblich von schottischen Barden bei einem Sängerwettstreit vor Maria Stuart gesungen worden waren. In der Sammlung, die seinen Dichterruhm begründete, sind die Feengeschichte Kilmeny und The Poetic Mirror enthalten. Sein düsterer Roman The Private Memoirs and Confessions of a Justified Sinner über einen engherzigen, scheinheiligen ultracalvinistischen Presbyterianer, der schließlich zum Brudermörder wird, enthält phantastisch-surrealistische und moderne Züge; es sollte noch Robert Louis Stevensons The Master of Ballantrae beeinflussen, geriet aber in Vergessenheit. The three Perils of Man (1822) und The three Perils of Women (1823) sind teils groteske Parodien auf die Gesellschaftsromane von Jane Austen. Viele Kurzgeschichten veröffentlichte er auch im einflussreichen Blackwood’s Magazine.
Trotz des großen Absatzes, den fast alle diese Werke fanden, hatte Hogg mit bitterer Armut zu kämpfen. Schließlich verlieh ihm der Duke of Buccleuch zu Altrive Lake am Yarrow eine fast zinsfreie Pachtung, wo er ohne finanzielle Probleme das Epos Queen Hynde (1825) und The queer book (1832), eine Sammlung von Gedichten gegen die Emanzipation der Katholiken und gegen die Reform Bill, vollenden konnte.
Die Ehrungen, die ihm bei einem Besuch in London zuteilwurden, stiegen ihm jedoch zu Kopf. Er übernahm eine größere Pacht und hatte abermals bedeutende Verluste. Auch die auf 12 Bände angelegten Altrive tales brachten ihm nichts ein, da der Verleger nach Erscheinen des ersten Bandes (inklusive Hoggs Autobiographie, 1832) Bankrott machte. Seine letzte Veröffentlichung waren die Tales of the Wars of Montrose (1835, 3 Bde.). Er starb arm am 21. November 1835 in Altrive Lake.
Die dichterische Bedeutung Hoggs kommt zwar derjenigen seines Landsmannes Robert Burns nicht gleich, indessen sind ihm bei allen aus ungleichmäßiger Bildung her anhaftenden Mängeln große Treue der Beobachtung und wirksame Wiedergabe derselben bei hoher Musikalität der Sprache nicht abzusprechen. Seine Prosawerke sind von unterschiedlicher Qualität.
Neue Ausgaben seiner Werke besorgte Thomas Thompson (Poems and life, Edinburgh 1874, 2 Bde.). Seine Tochter Mary Gray Garden gab die Memorials of James Hogg, the Ettrick Shepherd heraus (London, 1884). Ausgewählte Gedichte (Selected Poems) wurden 1970 von D. D. Mack erneut herausgegeben.

## Werke
- The Pilgrims of the Sun (1815)
- Mador of the Moor (1816)
- The Private Memoirs and Confessions of a justified Sinner (1824)

Ferner Wunderlegenden und Schilderungen des schottischen Volkscharakters in Prosa:
- The Brownie of Bodsbeck (1818)
- Winter evening Tales (1819)
- The three Perils of Man; or  War, Women and Witchcraft (1822)
- The three Perils of Woman (1823)
- The Jacovite Relics of Scotland (London 1820–21, 2 Bde.) u. a., die zuerst in Blackwood’s Magazine und dann unter dem Titel: The shepherd’s calendar (das. 1829, 2 Bde.) gesammelt erschienen